# تسلیم لرد کورن‌والیس
تسلیم لرد کورن‌والیس نقاشی رنگ روغن توسط جان ترامبول است. این نقاشی در سال ۱۸۲۰ به پایان رسید و در روتونای کاخ کنگره ایالات متحده در واشنگتن آویزان شده است.
این نقاشی تسلیم سپهبد بریتانیایی چارلز، ارل کورنوالیس در یورک تاون، ویرجینیا طی نبرد محاصره یورک‌تاون در تاریخ ۱۹ اکتبر ۱۷۸۱، که منجر به خاتمه محاصره یورک تاون شده، و عملاً تضمین کننده استقلال آمریکا گردید. تعداد زیادی از رهبران ارتش آمریکا که در محاصره شرکت کرده اند در این تصویر قرار دارند.